# Дискография C. C. Catch
Ниже представлена дискография немецко-нидерландской диско-исполнительницы C. C. Catch (псевдоним Каролины Катарины Мюллер). В список не включены семплеры и прочие совместные работы певицы. Информация даётся по состоянию на июнь 2014 года.
Певица выпустила пять студийных альбомов, один мини-альбом, не менее 21 компиляционного альбома, один видеоальбом и 22 сингла; а также семнадцать видеоклипов.

## Альбомы

### Студийные альбомы
| 1                                                                                                  | «Catch the Catch»                 | - Выпущен: март 1986 (EU) - Лейбл: Hansa Records    | 13 | 24 | 19 |
| 2                                                                                                  | «Welcome to the Heartbreak Hotel» | - Выпущен: ноябрь 1986 (GER) - Лейбл: Hansa Records | 28 | —  | —  |
| 3                                                                                                  | «Like a Hurricane»                | - Выпущен: 1987 (EU) - Лейбл: Hansa Records         | 30 | —  | —  |
| 4                                                                                                  | «Big Fun»                         | - Выпущен: 1988 (EU) - Лейбл: Hansa Records         | 53 | —  | —  |
| 5                                                                                                  | «Hear What I Say»                 | - Выпущен: 1989 (GER) - Лейбл: Metronome Records    | 75 | —  | —  |
| «—» указывается для релиза, который не вошёл в хит-парад или не был выпущен в той или иной стране. |                                   |                                                     |    |    |    |

### Сборники
| 1                                                                                                  | «Diamonds — Her Greatest Hits»                 | - Выпущен: 1988 (GER) - Лейбл: Hansa Records               | 43 |
| 2                                                                                                  | «Strangers by Night»                           | - Выпущен: 1988 (GER) - Лейбл: Ariola Express              | —  |
| 3                                                                                                  | «Super 20»                                     | - Выпущен: 1989 (GER) - Лейбл: Hansa Records               | —  |
| 4                                                                                                  | «Classics»                                     | - Выпущен: 1989 (EU) - Лейбл: Hansa Records                | —  |
| 5                                                                                                  | «Super Disco Hits»                             | - Выпущен: 1989 (GER) - Лейбл: Ariola Express              | —  |
| 6                                                                                                  | «The Decade Remixes»                           | - Выпущен: 1990 (только в Испании) - Лейбл: Hansa Records  | —  |
| 7                                                                                                  | «Star Collection — Back Seat Of Your Cadillac» | - Выпущен: 1991 (GER) - Лейбл: Ariola Express              | —  |
| 8                                                                                                  | «Back Seat Of Your Cadillac»                   | - Выпущен: 1994 (GER) - Лейбл: Ariola Express              | —  |
| 9                                                                                                  | «Golden Stars International»                   | - Выпущен: 1994 (GER) - Лейбл: Bertelsmann Club            | —  |
| 10                                                                                                 | «Best of ’98»                                  | - Выпущен: 1998 (EU) - Лейбл: Hansa Records                | 76 |
| 11                                                                                                 | «Heartbreak Hotel»                             | - Выпущен: 2000 (GER) - Лейбл: BMG Records                 | —  |
| 12                                                                                                 | «The Best Of C.C.Catch»                        | - Выпущен: 2000 (GER) - Лейбл: Ariola Express              | —  |
| 13                                                                                                 | «In The Mix — 80’s Best»                       | - Выпущен: 2002 (EU) - Лейбл: Ariola Express               | —  |
| 14                                                                                                 | «Największe Przeboje»                          | - Выпущен: 2003 (только в Польше) - Лейбл: BMG Poland      | —  |
| 15                                                                                                 | «The 80’s Album»                               | - Выпущен: 2005 (GER) - Лейбл: Edel Records                | —  |
| 16                                                                                                 | «Catch The Hits»                               | - Выпущен: 2005 (GER) - Лейбл: Edel Records                | —  |
| 17                                                                                                 | «Maxi Hit-Sensation — Nonstop DJ-Mix»          | - Выпущен: 2006 (GER) - Лейбл: Edel Records                | —  |
| 18                                                                                                 | «Ultimate C.C. Catch»                          | - Выпущен: 2007 (GER) - Лейбл: Edel Records                | —  |
| 19                                                                                                 | «Grand Collection»                             | - Выпущен: 2007 (только в России) - Лейбл: Квадро-Диск     | —  |
| 20                                                                                                 | «25th Anniversary Box»                         | - Выпущен: 2011 (только в Польше) - Лейбл: Klub80 Records  | —  |
| 21                                                                                                 | «Golden Stars — International — The Best Of»   | - Выпущен: 2011 (только в Германии) - Лейбл: Hansa Records | —  |
| «—» указывается для релиза, который не вошёл в хит-парад или не был выпущен в той или иной стране. |                                                |                                                            |    |

### Видеоальбомы
| № | Заголовок          | Краткая информация                                                        |
| - | ------------------ | ------------------------------------------------------------------------- |
| 1 | «Video Collection» | - Выпущен: август 2009 (HUN) - Лейбл: Eurodisco Productions - Формат: DVD |

### Мини-альбомы
| № | Заголовок     | Краткая информация                   |
| - | ------------- | ------------------------------------ |
| 1 | «C. C. Catch» | - Выпущен: 1987 (GDR) - Лейбл: AMIGA |

## Синглы
| №                                                                                                  | Заголовок                         | Год  | Позиции в чартах (избранные) | Позиции в чартах (избранные) | Позиции в чартах (избранные) | Позиции в чартах (избранные) | Альбом/сборник                  |
| №                                                                                                  | Заголовок                         | Год  | GER                          | AUT                          | SWI                          | GBR                          | Альбом/сборник                  |
| -------------------------------------------------------------------------------------------------- | --------------------------------- | ---- | ---------------------------- | ---------------------------- | ---------------------------- | ---------------------------- | ------------------------------- |
| 1                                                                                                  | «I Can Lose My Heart Tonight»     | 1985 | 13                           | 24                           | 19                           | —                            | Catch the Catch                 |
| 2                                                                                                  | «’Cause You Are Young»            | 1986 | 9                            | 28                           | 8                            | —                            | Catch the Catch                 |
| 3                                                                                                  | «Strangers by Night»              | 1986 | 9                            | 15                           | 11                           | —                            | Catch the Catch                 |
| 4                                                                                                  | «Heartbreak Hotel»                | 1986 | 8                            | 22                           | 13                           | —                            | Welcome to the Heartbreak Hotel |
| 5                                                                                                  | «Heaven and Hell»                 | 1986 | 13                           | —                            | 19                           | —                            | Welcome to the Heartbreak Hotel |
| 6                                                                                                  | «Are You Man Enough?»             | 1987 | 20                           | —                            | 28                           | —                            | Like a Hurricane                |
| 7                                                                                                  | «Soul Survivor»                   | 1987 | 17                           | —                            | —                            | 96                           | Like a Hurricane                |
| 8                                                                                                  | «House of Mystic Lights»          | 1988 | 22                           | —                            | —                            | —                            | Diamonds — Her Greatest Hits    |
| 9                                                                                                  | «Backseat of Your Cadillac»       | 1988 | 10                           | —                            | —                            | —                            | Big Fun                         |
| 10                                                                                                 | «Nothing But a Heartache»         | 1988 | 39                           | —                            | —                            | —                            | Big Fun                         |
| 11                                                                                                 | «Big Time»                        | 1989 | 26                           | —                            | —                            | —                            | Hear What I Say                 |
| 12                                                                                                 | «Midnight Hour»                   | 1989 | —                            | —                            | —                            | —                            | Hear What I Say                 |
| 13                                                                                                 | «Summer Kisses»                   | 1989 | —                            | —                            | —                            | —                            | Classics                        |
| 14                                                                                                 | «Good Guys Only Win in Movies»    | 1989 | —                            | —                            | —                            | —                            | Classics                        |
| 15                                                                                                 | «Baby I Need Your Love»           | 1989 | —                            | —                            | —                            | —                            | Classics                        |
| 16                                                                                                 | «C.C. Catch Megamix ’98»          | 1998 | 33                           | —                            | —                            | —                            | Best of ’98                     |
| 17                                                                                                 | «Soul Survivor ’98»               | 1998 | —                            | —                            | —                            | —                            | Best of ’98                     |
| 18                                                                                                 | «I Can Lose My Heart Tonight ’99» | 1999 | 72                           | —                            | —                            | —                            | Best of ’98                     |
| 19                                                                                                 | «Shake Your Head»                 | 2003 | —                            | —                            | —                            | —                            | —                               |
| 20                                                                                                 | «Silence»                         | 2004 | —                            | —                            | —                            | —                            | —                               |
| 21                                                                                                 | «Unborn Love»                     | 2010 | —                            | —                            | —                            | —                            | —                               |
| 22                                                                                                 | «Heal Me»                         | 2024 | —                            | —                            | —                            |                              | —                               |
| «—» указывается для релиза, который не вошёл в хит-парад или не был выпущен в той или иной стране. |                                   |      |                              |                              |                              |                              |                                 |

В 1986 году композиция «One Night’s Not Enough» (альбом «Catch the Catch») также была выпущена как сингл, но только на территории Швейцарии. Мест в хит-параде не занимала.

## Видеоклипы
| Песня                             | Год  |
| --------------------------------- | ---- |
| «I Can Lose My Heart Tonight»     | 1985 |
| «’Cause You Are Young»            | 1985 |
| «Strangers by Night»              | 1986 |
| «Heartbreak Hotel»                | 1986 |
| «Heaven and Hell»                 | 1986 |
| «Are You Man Enough?»             | 1987 |
| «Soul Survivor»                   | 1987 |
| «House of Mystic Lights»          | 1988 |
| «Nothing But a Heartache»         | 1988 |
| «Backseat of Your Cadillac»       | 1988 |
| «Baby I Need Your Love»           | 1988 |
| «Big Time»                        | 1989 |
| «Midnight Hour»                   | 1989 |
| «Megamix '98»                     | 1998 |
| «I Can Lose My Heart Tonight '99» | 1998 |
| «Shake Your Head»                 | 2003 |
| «Silence»                         | 2004 |